# Kayla Standish
Pour les articles homonymes, voir Standish.
Kayla Standish est une joueuse américaine de basket-ball, née le 19 novembre 1989 à Ellensburg (État de Washington).

## Biographie
Elle est formée aux Bulldogs de Gonzaga. Choisie en 19e position de la draft 2012, elle ne joue pas en WNBA. Elle rejoint le club australien de Townsville Fire, puis joue dans divers clubs australiens.

## Clubs
- 2004 - 2008:  Ellensburg High School
- 2008-2012:  Bulldogs de Gonzaga (NCAA)
- 2012-:  Townsville Fire